# Brandval

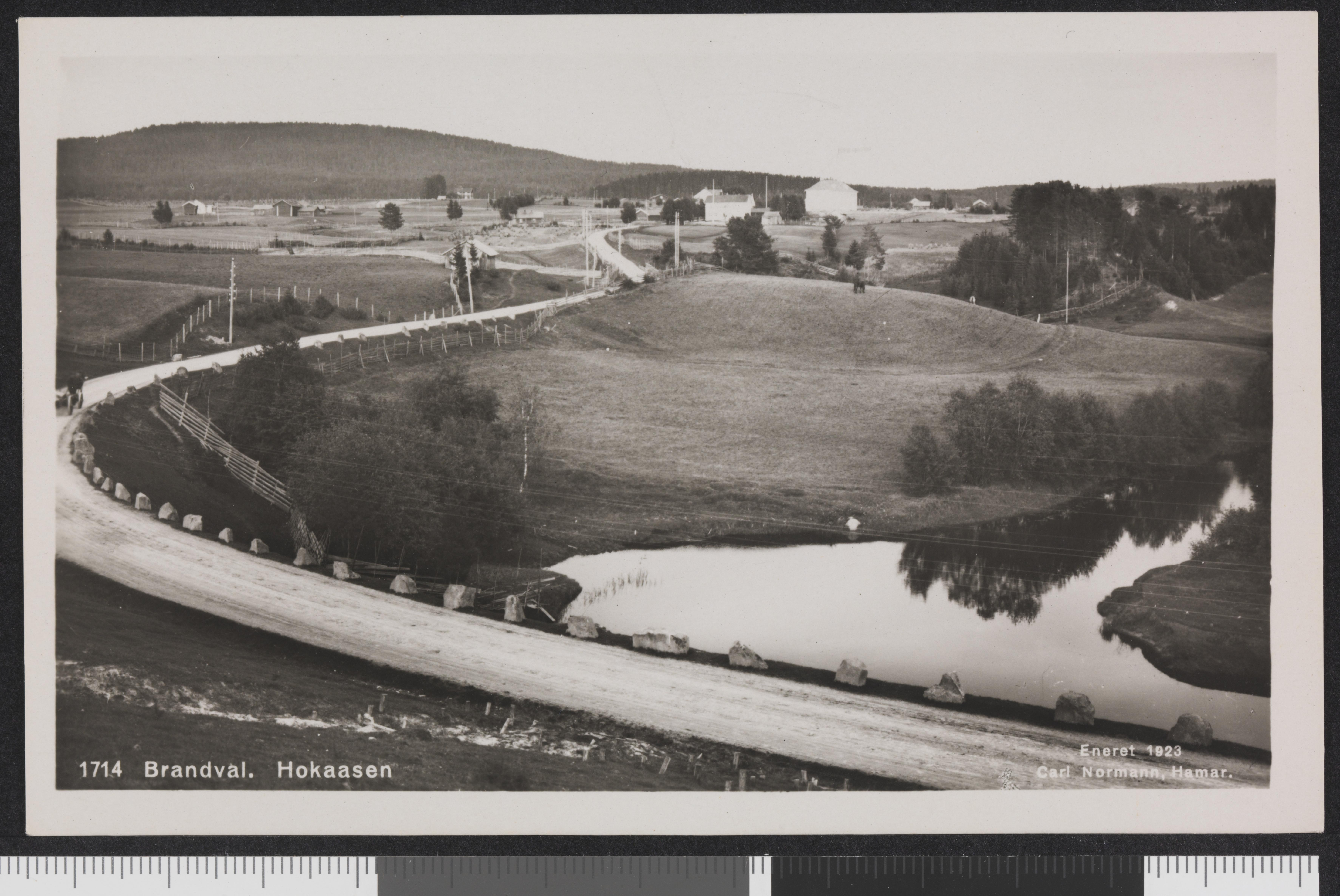

Brandval est une paroisse et une ancienne municipalité du comté de Hedmark, dans l'est de la Norvège.
Le village est situé à 20 kilomètres au nord de Kongsvinger. 

## Histoire
La municipalité de Brandval a été créée en 1837.  En 1867 Brandval a été séparé de la municipalité de Grue. Une partie de Grue a été transférée à Brandval en 1941.